# Баштра
Баштра је насељено мјесто у Босни и Херцеговини, у општини Босанска Крупа, које административно припада Федерацији Босне и Херцеговине. Према попису становништва из 2013. у насељу је живјело 204 становника.

## Историја

### Други свјетски рат
И муслимани усташе су се истицали у силовању Српкиња. У селу Баштри, срез Босанска Крупа "извршили су обљубу над дванаестогодишњом Олгом, кћерком Рајка Татића, а после очајничке борбе коју са са њом водили, ишчупавши јој прамен косе из главе" убили су је.
У селу Баштри истог среза усташе су из цркве „износили, барјаке, књиге, одјејанија свештеничка уз звоњење звона, па су најпосле вршили нужду на све што је од свештених ствари изнето из цркве, и најпосле све запалили заједно са црквом.

## Становништво
| Демографија | Демографија | Демографија |
| Година      | Становника  | Становника  |
| ----------- | ----------- | ----------- |
| 1971.       | 210         |             |
| 1981.       | 185         |             |
| 1991.       | 186         |             |
| 2013.       | 204         |             |